# シムヌル島
シムヌル島(Simunul island)はフィリピン南西部、タウィタウィ州の島。タウィタウィ本島から15kmほど南の位置にある。南にはマヌクマンカウ島、東にビラタン島、西にシブツ島が存在する。
北部には海とつながったルック湖が存在し、湖の上には島内北西部と東部の地区を結ぶ橋がかかっている
シムヌル自治体の最大の島であり多くの地区がこの島内に存在する。島の東部にはフィリピン最古のモスクとされるシェイク・カリマル・マクドゥムモスクが存在している。